# Philippus Bernardus Maria van Straelen
Philippus Bernardus Maria van Straelen (Utrecht, 2 juni 1894 - Javazee, 27 februari 1942) was een Nederlands marineofficier.
Van Straelen werd geboren te Utrecht als oudste zoon van Bernardus Cornelis van Straelen en Paulina Maria Dymphna Verlegh. Net als zijn jongere broer Fredericus Henricus Maria van Straelen (de latere schout-bij-nacht en commandant van de Marine te Willemsoord) bezocht hij het Koninklijk Instituut voor de Marine te Willemsoord.
Na afronding van deze opleiding en beëdiging als officier heeft Van Straelen onder andere gediend op Hr.Ms. "Koningin Regentes", Hr.Ms. "Koetei", Hr.Ms. "Pelikaan", Hr.Ms."Gruno", Hr.Ms. "Gelderland" en Hr.Ms. "Java". Als commandant van Hr.Ms. "Gelderland" heeft Van Straelen op 9 mei 1937 prinses Juliana en prins Bernhard naar Engeland gebracht ter gelegenheid van de kroningsfeesten van George VI. 
In de periode oktober 1937 - maart 1938 voerde hij het bevel over de zeemacht in de Caraïbische Zee. Op 28 september 1938 werd door kapitein-luitenant ter zee Van Straelen het 40-jarig bestaan van Hr.Ms. "Gelderland" herdacht. Op 10 mei 1939 vertrok Van Straelen voor de derde maal naar Nederlands-Indië alwaar hij als 1ste officier aan boord van Hr.Ms. "Java" werd geplaatst. Op 27 april 1940 neemt hij het commando van Hr.Ms. "Java" over van kapitein-ter-zee L.G.L. van der Kun.
Bij het uitbreken van de Tweede Wereldoorlog heeft Van Straelen als commandant in het Nederlands Eskader in Oost-Indië deelgenomen aan vijandelijkheden (Gaspar Straten, Straat Badoeng) tegen het Japanse Keizerlijke leger. 
Kapitein-ter-zee Van Straelen is op 27 februari 1942 gesneuveld in de Slag in de Javazee. Postuum is Van Straelen ingeschreven in het register van Ridders der 4e klasse der Militaire Willems-Orde.